# Опрешть
Опрешть, Опрешті (рум. Oprești) — село у повіті Арджеш в Румунії. Входить до складу комуни Стилпень.
Село розташоване на відстані 112 км на північний захід від Бухареста, 25 км на північ від Пітешть, 124 км на північний схід від Крайови, 80 км на південний захід від Брашова.

## Населення
За даними перепису населення 2002 року у селі проживали 432 особи, усі — румуни. Усі жителі села рідною мовою назвали румунську.